# Florica, Brăila
Florica este un sat în comuna Roșiori din județul Brăila, Muntenia, România.
-->, județul Brăila, Muntenia, România.